# نیکلای بروسنتساو
نیکلای بروسنتساو (روسی: Никола́й Петро́вич Брусенцо́в؛ ۷ فوریهٔ ۱۹۲۵ – ۴ دسامبر ۲۰۱۴) دانشمند روسی با اصالت اوکراینی در زمینه رایانه بود. بیشتر شهرت او از ایجاد و طراحی رایانه‌های مبنای سه ناشی می شود. اختراع او به دهه 1950 میلادی بازمیگردد.